# 汉斯·贝唐堡
汉斯·贝唐堡（瑞典語：Hans Bettembourg，1944年3月28日—），瑞典前男子举重运动员。他曾代表瑞典参加1972年夏季奥林匹克运动会举重比赛，获得男子90公斤级铜牌。